# Philippsthal (Werra)
Philippsthal (Werra) è un comune mercato tedesco di 4 111 abitanti, situato nel Land dell'Assia.